# Championnats d'Europe de tennis de table 2008
Navigation
Édition précédente Édition suivante
Les championnats d'Europe de tennis de table 2008, vingt-septième édition des championnats d'Europe de tennis de table, ont lieu du 4 au 12 octobre 2008 à Saint-Pétersbourg, en Russie.
L'allemand Timo Boll s'impose en simple et en double, associé à son compatriote Christian Süss.
Chez les dames c'est la lituanienne Rūta Paškauskienė qui remporte le titre.